# Ryżowiaczek leśny
Ryżowiaczek leśny (Microryzomys minutus) – gatunek ssaka z podrodziny bawełniaków (Sigmodontinae) w obrębie rodziny chomikowatych (Cricetidae), występujący w północno-zachodniej Ameryce Południowej.

## Zasięg występowania
Ryżowiaczek leśny występuje w północnych i środkowych Andach, w tym Cordillera de la Costa i Cordillera de Mérida w Wenezueli, Kolumbia, Ekwador, Peru (z wyjątkiem Altiplano i pasm nadbrzeżnych na południowym zachodzie) oraz środkowo-zachodnia Boliwia.

## Taksonomia
Gatunek po raz pierwszy zgodnie z zasadami nazewnictwa binominalnego opisał w 1860 roku brytyjski zoolog Robert Fisher Tomes nadając mu nazwę Hesperomys minutus. Holotyp pochodził prawdopodobnie z obszaru w pobliżu Pallatangi, na zachodnim stoku Kordyliery, w prowincji Chimborazo, w Ekwadorze. 
Dawniej M. altissimus był uznawany za podgatunek M. minutus. Wyróżniane były cztery inne podgatunki, jednak badania szerokiej próby okazów nie dały podstaw do ich jednoznacznego opisania. Ze względu na rozległość zasięgu występowania podejrzewa się, że jest to kompleks spokrewnionych gatunków. Autorzy Illustrated Checklist of the Mammals of the World uznają ten takson za gatunek monotypowy.

### Etymologia
- Microryzomys: gr. μικρος mikros „mały”[12]; rodzaj Oryzomys S.F. Baird, 1857 (ryżniak).
- minutus: łac. minutus „mały”, od minuere „zmniejszyć się”[13].

## Morfologia
Jest to mały gryzoń. Długość ciała (bez ogona) 62–99 mm, długość ogona 110–126 mm, długość ucha 15–16 mm, długość tylnej stopy 22–23 mm; masa ciała 10–24 g. Ma dłuższy ogon i szersze tylne stopy niż pokrewny ryżowiaczek wyżynny. Futro ma ochrowopłowy kolor, bez wyraźnego rozgraniczenia między wierzchem i spodem ciała. Ogon jest długi, zwykle jednolicie ciemnobrązowy, rzadziej bledszy lub cętkowany po spodniej stronie, szczególnie u nasady. Dłonie i stopy z wierzchu są brązowawe, podczas gdy u ryżowiaczka wyżynnego raczej białawe. Większość okazów ma płoworudą plamkę za uszami. Zwierzęta wykazują pewne zróżnicowanie geograficzne ubarwienia.

## Ekologia
Jest spotykany od 1500 do 4000 m n.p.m. Żyje w lasach górskich i formacji paramo powyżej górnej granicy lasu. Prowadzi naziemny i nadrzewny tryb życia, często spotyka się go w pobliżu skał, szczególnie w lasach mglistych. Prawdopodobnie żywi się nasionami i innymi częściami roślin.

## Populacja
Ryżowiaczek leśny jest pospolity w całym obszarze występowania. Występuje w wielu obszarach chronionych. Głównym zagrożeniem jest dla niego wylesianie. Międzynarodowa Unia Ochrony Przyrody uznaje go za gatunek najmniejszej troski.